# Príncipe Sandino
Felipe Coarite Quispe (Cuyocuyo,  27 de marzo de 1986 -  ) es un cantante peruano de música andina, más conocido con el seudónimo de Príncipe Sandino.

## Biografía
Felipe Coarite Quispe nació en el distrito de Cuyucuyo, en la Provincia de Sandia, en el Departamento de Puno, el 27 de marzo de 1986, a mediados de una década en la que el Perú se debatía entre la crisis económica y el terrorismo.
Sus progenitores fueron Felipe Coarite y Elvira Quispe Huaquisto. Sus años de infancia transcurrieron bajo el influjo del paisaje andino del poblado de Ura Ayllu, en cuyo centro educativo N° 72428 se oirían sus primeros cantos.
Debido a que sólo contaba con el apoyo de su madre, tuvo que emigrar buscando trabajo en las minas de Huaypetue, en Puerto Maldonado. Luego de dos años en los lavaderos de oro, se traslada a Chincha para laborar en la recolección de algodón.

### Carrera  artística
Fue en el año 2004 cuando inició su carrera artística. Se abrió paso grabando un videoclip con Producciones Rossy, en su estadía en la ciudad de Juliaca.
Iniciándose trabajaba en 6 escenarios al día en Puno, hasta que llegó un hombre y lo impulsó a crear más discos.